# Prova e Casteição
Prova e Casteição est une paroisse civile portugaise (en portugais : freguesia) de la municipalité de Mêda dans le district de Guarda. Elle est créée en 2013, par fusion des paroisses de Prova et Casteição.

## Histoire
La paroisse est créée par la loi no 11-A/2013 du 28 janvier 2013 portant réorganisation administrative du territoire des freguesias, en fusionnant les paroisses de Prova et Casteição. Son nom officiel est União das Freguesias de Prova e Casteição et son siège est fixé à Prova. Son nom est officiellement simplifié en Prova e Casteição en 2015.

## Démographie
Lors du recensement de 2021, Prova e Casteição compte 271 habitants.